# Rónai Gyula (hangmérnök)
Rónai Gyula, Rónay (Budapest, 1912. január 28. – Budapest, 1976. október 22.) magyar hangmérnök.

## Élete
Gyermekkorában zongorázni tanult. Gépészmérnöki oklevelet szerzett, majd 1936-tól a berlini Telefunken-gyár elektro-akusztikai osztályán tervezőmérnök volt. 1937-ben tért haza Németországból és augusztus 1-től a Hunnia Filmgyár hangmérnöke lett. 1940. szeptember 1-jén hangmesteri rangot kapott. A második világháború alatt részt vett a Hunnia ellenállási mozgalmában, amiért 1945 után elismerésben részesült. Tekintélyét a későbbiekben többen irigységből aláásták, aminek következtében pályája vége felé mellőzött szereplője lett a magyar filmgyártásnak. 1945. január 25-től a Hunnia Filmgyár és Kölcsönző ideiglenes vezetője volt.
A negyvenes években egyre többet foglalkoztatott hangmérnök, az 1945 utáni jelentősebb produkciók nagy részének (A tanítónő, Valahol Európában, Talpalatnyi föld, Janika, Ludas Matyi, Déryné stb.) hangfelvételeit ő készítette. 1945 és 1968 között 38 filmnél működött közre. 1949-től tanított a Színház-és Filmművészeti Főiskolán, ahol hangtant adott elő.
1970 elején jelent meg visszaemlékezése A Hunnia Filmgyár felszabadításának története címmel.

## Családja
Édesapja dr. Ing. H.C. Rónai Gyula (1878–1943) mérnök, kormányfőtanácsos és a vasúttechnika egyik úttörője, édesanyja Amman Lenke (1878–1863) volt.
Házastársa Saly Mária volt, akivel 1939. február 15-én kötött házasságot.
Gyermekeik: 
- Mária (1940. március 21.)
- Klára (1941. április 24.)
- Gyula (1943. október 3.)

## Filmjei
- Tiszavirág (1938, magyar-német)
- Földindulás (1939)
- A nőnek mindig sikerül (1939)
- Göre Gábor visszatér (1940)
- Hazafelé (1940)
- Beáta és az ördög (1940)
- Sárga rózsa (1940)
- Gyurkovics fiúk (1940-41)
- Havasi napsütés (1941)
- Lesz, ami lesz (1941)
- Szabotázs (1941, Örményi Istvánnal)
- Háry János (1941)
- Régi keringő (1941)
- Haláltánc (1941)
- Kádár kontra Kerekes (1941)
- Akit elkap az ár (1941)
- Szép csillag (1942)
- Szíriusz (1942)
- Fráter Lóránd (1942)
- Jelmezbál (1942)
- Bajtársak (1942)
- Férfihűség (1942)
- Keresztúton (1942)
- Pista tekintetes úr (1942)
- Katyi (1942)
- Családunk szégyene (1942)
- Egy bolond százat csinál (1942)
- Tilos a szerelem (1943)
- Késő (1943)
- Éjjeli zene (1943)
- Magyar Kívánsághangverseny (1943, Winkler Jenővel)
- Kalotaszegi madonna (1943)
- Ágrólszakadt úrilány (1943)
- Fény és árnyék (1943)
- Tengerparti randevú (1943, magyar-bolgár)
- Boldog idők (1943)
- Nászinduló (1943)
- Egy fiúnak a fele (1943–44)
- Afrikai vőlegény (1944)
- Madách - Egy ember tragédiája (1944)
- A három galamb (1944)
- Zörgetnek az ablakon (1944)
- Kétszer kettő (1944, újraforgatva 1945)
- Csiki Borka tánca (1944, befejezetlen)
- A tanítónő (1945)
- Valahol Európában (1947)
- Beszterce ostroma (1948)
- Tűz (1948)
- Talpalatnyi föld (1948)
- Díszmagyar (1949)
- Janika (1949)
- Szabóné (1949)
- Ludas Matyi (1949)
- Dalolva szép az élet (1950)
- Különös házasság (1951)
- Déryné (1951)
- Ecseri lakodalmas (1952)
- Civil a pályán (1952)
- Erkel (1952)
- Állami áruház (1953)
- Vidám verseny (1953, rövid)
- Rákóczi hadnagya (1954)
- 2×2 néha 5 (1955)
- A 9-es kórterem (1955)
- Szakadék (1956)
- Az eltüsszentett birodalom (1956, átdolgozott változat: 1990)
- Csigalépcső (1957)
- Égi madár (1958)
- Szent Péter esernyője (1958)
- Gyalog a mennyországba (1959)
- Két emelet boldogság (1960)
- Az arcnélküli város (1960)
- Alba Regia (1961)
- Megszállottak (1962)
- Pesti háztetők (1962)
- Elveszett paradicsom (1962)
- Isten őszi csillaga (1962)
- Meztelen diplomata (1963)
- A Szélhámosnő (1963)
- Az életbe táncoltatott leány (1964)
- Karambol (1964)
- Nagy fény (TV film)
- Patyolat akció (1965)
- Büdösvíz (1966)
- Muzsikus Péter (tévéfilm)
- 101 szenátor (tévéfilm)
- Falak (1967)
- Elsietett házasság (1968)
- Alfa Rómeó és Júlia (1968)
- Én, Prenn Ferenc (1968)

## Díjai
- A Magyar Népköztársasági Érdemérem arany fokozata (1948)
- Munkáért (1954)
- A szocialista kultúráért (1971)